# Corymica caustolomaria
Corymica caustolomaria là một loài bướm đêm trong họ Geometridae.